# Sông Lan Dương
Lan Dương (蘭陽溪, Lan Dương khê) là một dòng sông tại đông bắc Đài Loan. Đây là sông chính tại huyện Nghi Lan với chiều dài 73 km, diện tích lưu vực đạt 978 km², trong đó lưu vực thuộc vùng núi là 652 km². Sông bắt nguồn từ Nam Hồ Bắc Sơn rồi chảy theo hướng đông ra Thái Bình Dương. Sông chia huyện Nghi Lan thành hai khu vực là Khê Bắc và Khê Nam và cũng có ý nghĩa lớn đối với các lĩnh vực kinh tế-xã hội của huyện.

## Phụ lưu
- Lan Dương：Nghi Lan

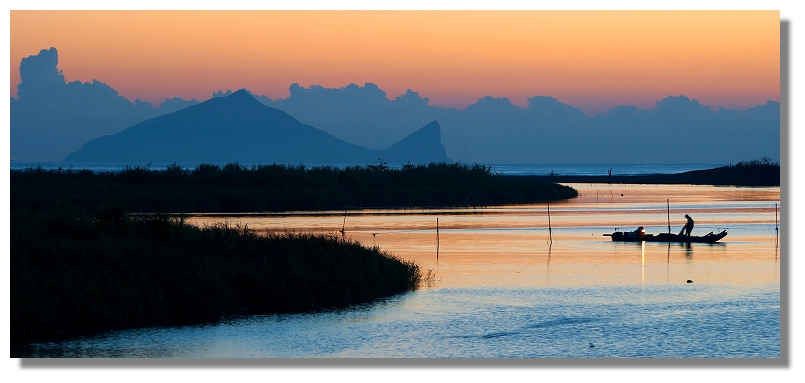
sông Đông Sơn hợp dòng vào Lan Dương

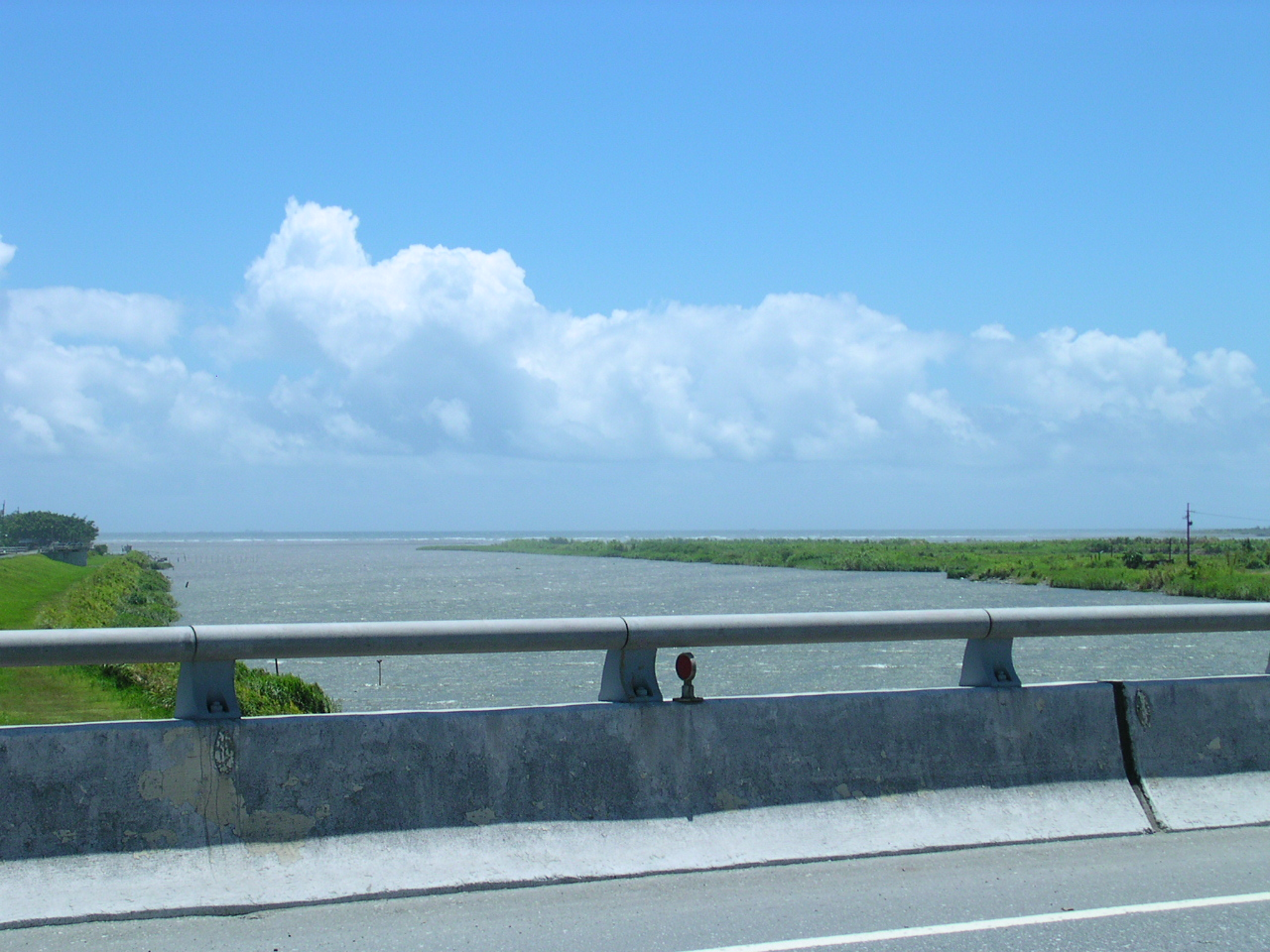
Cầu Cát Mã Lan (Kavalan) bắc qua Lan Dương

  - Đông Sơn (冬山河)：Ngũ Kết, Đông Sơn, Nam Áo
    - Dòng cũ Đông Sơn Hà (冬山河舊道)：Ngũ Kết, Đông Sơn
    - Chiếu Bình Khanh (照平坑溪)：Đông Sơn
      - An Bình Khanh (安平坑溪)

    - Thập Tam Phân Khanh (十三分坑溪)：Đông Sơn
    - Tân Liêu Khanh (新寮坑溪)：Đông Sơn, Nam Áo
    - Cựu Liêu Khanh (舊寮坑溪)：Đông Sơn, Nam Áo

  - Nghi Lan (宜蘭河：Tráng Vi, TP Nghi Lan, Viên Sơn, Tiều Khê
    - Đại Tiều (大礁溪): TP Nghi Lan, Viên Sơn, Tiều Khê
    - Đại Hồ (大湖溪)：Viên Sơn
    - Ngũ Thập (五十溪)：Viên Sơn

  - La Đông (羅東溪：Ngũ Kết, Tam Tinh, La Đông, Đông Sơn, Đại Đồng
    - An Nông (安農溪)：Tam Tinh, Đông Sơn
    - Phiên Xã Khanh (番社坑溪)：Đại Đồng

  - Thô Khanh (粗坑溪)：Viên Sơn
  - Đính Thô Khanh (頂粗坑溪)：Viên Sơn, Đại Đồng
  - Phá Đặng (破礑溪)：Đại Đồng
  - Thanh Thủy (清水溪)：Tam Tinh, Đại Đồng
    - Đại khê (大溪)：Đại Đồng
    - Xích Lộc Khanh (赤鹿坑溪)：Đại Đồng

  - Tùng La (松羅溪)：Đại Đồng
  - Đông Điệp (東疊溪)：Đại Đồng
  - Phạn Phạn (梵梵溪)：Đại Đồng
  - Mã Lôn (碼崙溪)：Đại Đồng
  - Bài Cốc (排谷溪)：Đại Đồng
  - Thiên Cẩu (天狗溪)：Đại Đồng
  - Thổ Trường (土場溪)：Đại Đồng
  - Thạch Đầu (石頭溪)：Đại Đồng
  - Gia Lan (加蘭溪)：Đại Đồng
  - Ti Nam (卑南溪)：Đại Đồng
  - Lưu Mậu An (留茂安溪)：Đại Đồng
  - Gia Lạp Phú (加納富溪)：Đại Đồng
  - Tứ Trọng (四重溪)：Đại Đồng
  - Bảo Dưỡng (保養溪)：Đại Đồng
  - Thực Cốc Phú (實谷富溪)：Đại Đồng
  - Phu Bố Nhĩ (夫布爾溪)：Đại Đồng
  - Mĩ La (美羅溪)：Đại Đồng
  - Mĩ Ưu (美優溪)：Đại Đồng
  - Mễ Ma Đăng (米磨登溪)：Đại Đồng
  - Mã Đang (馬當溪)：Đại Đồng
  - Gia Khắc Củ (耶克糾溪)：Đại Đồng
    - Hồng Đạt Lạp (紅達拉溪)